# Moor-Milchling
Der Moor-Milchling (Lactarius hysginoides) ist eine Pilzart aus der Familie der Täublingsverwandten. Es ist ein ziemlich kleiner bis mittelgroßer Milchling mit einem schmierigen, bräunlichen Hut, dessen Fleisch meist mehr oder weniger mild schmeckt. Man findet ihn in feuchten, borealen Nadel- und Birkenwäldern bei Fichten, Birken und Weiden. Die Fruchtkörper, des Milchlings erscheinen zwischen Juli und September.

## Merkmale

### Makroskopische Merkmale
Der Hut ist 3–7 cm breit, zuerst gewölbt bis flach ausgebreitet, dann in der Mitte niedergedrückt. Der Rand bleibt lange Zeit eingebogen oder leicht eingerollt. Im Alter kann der Fruchtkörper mehr oder weniger trichterförmig vertieft sein. Die Oberfläche ist glatt oder feinrunzelig, klebrig-schmierig, gelblich-braun oder rehbraun, sepia- oder dunkel ziegelfarben. Zum Rand hin ist der Hut blasser, mehr zimtbraun bis rosagrau oder blass weinrötlich gefärbt. Dunkler gefärbte Exemplare blassen im Alter oft aus. Der Hut ist normalerweise ungezont, zum Rand hin findet man aber bisweilen auch einige wenige schmale, mehr oder weniger deutliche Zonen.
Die Lamellen sind breit am Stiel angewachsen oder laufen leicht daran herab. Sie sind mittelbreit und stehen ziemlich entfernt. Sie sind rosaocker bis rosabräunlich gefärbt. Das Sporenpulver ist blass cremefarben.
Der kurze und ziemlich kräftige, mehr oder weniger zylindrische Stiel ist 3,5–8,5 cm lang und 1–1,7 cm breit. Die Oberfläche ist glatt, meist trocken und rosa gelbbraun bis dunkel rosabräunlich gefärbt. Manchmal hat der Stiel eine blassere Zone unterhalb der Lamellen, im Alter verfärbt er sich mehr oder weniger zimtbraun.
Das Fleisch ist ziemlich brüchig und mehr oder weniger rosa-bräunlich gefärbt. Es schmeckt anfangs fast mild und wird nach einer Weile schärflich. Der Geruch ist schwach ausgeprägt und nicht charakteristisch. Die weiße, unveränderliche Milch fließt nur spärlich. Nach einer Weile wird sie mehr oder weniger bitter und scharf.

### Mikroskopische Merkmale
Die rundlichen bis elliptischen Sporen sind durchschnittlich 7,2–7,7 µm lang und 5–6,3 µm breit. Der Q-Wert (Quotient aus Sporenlänge und -breite) ist durchschnittlich 1,2–1,3. Das gratige bis leicht netzige Sporenornament wird bis zu 0,7 µm hoch und besteht aus Rippen und Warzen. Die Rippen sind oft verbunden oder gegabelt, geschlossene Maschen kommen selten, isoliert stehende Warzen zerstreut bis ziemlich häufig vor. Der Hilarfleck ist im äußeren Bereich ziemlich amyloid.
Die 4-sporigen, zylindrischen bis breit keuligen Basidien sind 40–50(60) µm lang und 9–11 µm breit. Die 55–100 µm langen und 6,5–9,5 µm breiten Pleuromakrozystiden sind zahlreich. Bei jüngeren Exemplaren sind sie zylindrisch bis schmal keulig, bei älteren normalerweise lanzettlich. Die Lamellenschneide ist heterogen. Neben den Basidien kommen zylindrische bis lanzettliche, 40–65 µm lange und 6–7 µm breite Cheilomakrozystiden vor.
Die 75–120 µm dicke Huthaut (Pileipellis) ist eine Zwischenform zwischen einer Ixocutis und einem Ixotrichoderm. Die Hyphen sind 2–6 µm breit und durchscheinend. Die Hyphenendzellen sind zylindrisch bis verschmälert.

## Artabgrenzung
Schon der wissenschaftliche Name Lactarius hysginoides deutet eine Ähnlichkeit mit dem Kuhroten Milchling (Lactarius hysginus) an. Beide Arten haben mehr oder weniger bräunliche und schmierige Hüte. Beim Moor-Milchling fehlt aber der typische Maggikraut-Geruch, er schmeckt deutlich weniger scharf und hat am Stiel keine dunkleren Flecken. Unter dem Mikroskop lassen sich die beiden Arten leicht anhand ihres Sporenornaments unterscheiden. Eine weitere ähnliche Art ist der Zwergbirken-Milchling (Lactarius subcircellatus), der aber größere Fruchtkörper und Sporen besitzt. Beim Graufleckenden Milchling (Lactarius vietus) – einer weiteren ähnlichen und verwandten Art – trocknet die Milch gräulich grün ein.

## Ökologie und Verbreitung

Verbreitung des Moor-Milchlings in Europa.
Legende:
grün = Länder mit Fundmeldungen
weiß = Länder ohne Nachweise
hellgrau = keine Daten
dunkelgrau = außereuropäische Länder

Der Moor-Milchling ist im nördlichen und mittleren Fennoskandinavien ziemlich häufig. Er kommt aber auch auf Island und Grönland vor und ist darüber hinaus wahrscheinlich auch in der borealen Region Europas weit verbreitet. In West- und Mitteleuropa ist der Milchling sehr selten oder fehlt ganz. Er scheint wohl nur in den Alpen vorzukommen, zumindest gibt es Nachweise aus Österreich.
Der Milchling ist ein Mykorrhizapilz von Fichten, Birken und Weiden und wird häufig während trockenerer Perioden auf dem nackten Boden von sonst überfluteten Standorten gefunden. Die Fruchtkörper erscheinen von Juli bis September.

## Systematik
Die in Fennoskandinavien nicht seltene Art war in Finnland unter dem Namen Lactarius hysginoides schon länger bekannt, wurde aber erst 1985 von K Korhonen und T. Ulvinen nach den Regeln des ICN gültig beschrieben.

### Infragenerische Systematik
Der Milchling wird von M. Basso und Heilmann-Clausen in die Untersektion Trivialini gestellt, die ihrerseits der Sektion Glutinosi zugeordnet wird. Die Vertreter der Untersektion haben gezonte oder ungezonte, braune, violettbraune oder rötlich braune Hüte, eine mehr oder weniger unveränderliche, weißliche Milch und eine klebrige bis schmierige Huthaut. Die Huthaut ist eine Ixocutis oder ein Ixotrichoderm.

## Bedeutung
Der Moor-Milchling ist kein Speisepilz.